# Rezső Soó
Rezső Soó (ur. 1 sierpnia 1903 w Székelyudvarhely, zm. 10 lutego 1980 w Budapeszcie) – węgierski botanik, profesor uniwersytecki, członek Węgierskiej Akademii Nauk (1946 r. – członek korespondent, 1951 r. – członek rzeczywisty), dwukrotny laureat Nagrody Kossutha (1951, 1954). W publikacjach fachowych występuje pod skrótem Soó.
W latach 1940–1944 na uniwersytecie w Koloszwarze kierował katedrą systematyki roślin, ogrodem botanicznym oraz Działem Botanicznym Siedmiogrodzkiego Muzeum Narodowego. Jako dziekan wydziału biologii uniwersytetu w Debreczynie utworzył i kierował debreczyńską szkołą fitosocjologiczną i ekologiczną, będąc pionierem węgierskiej fitogeografii i filogenetyki.

## Życiorys

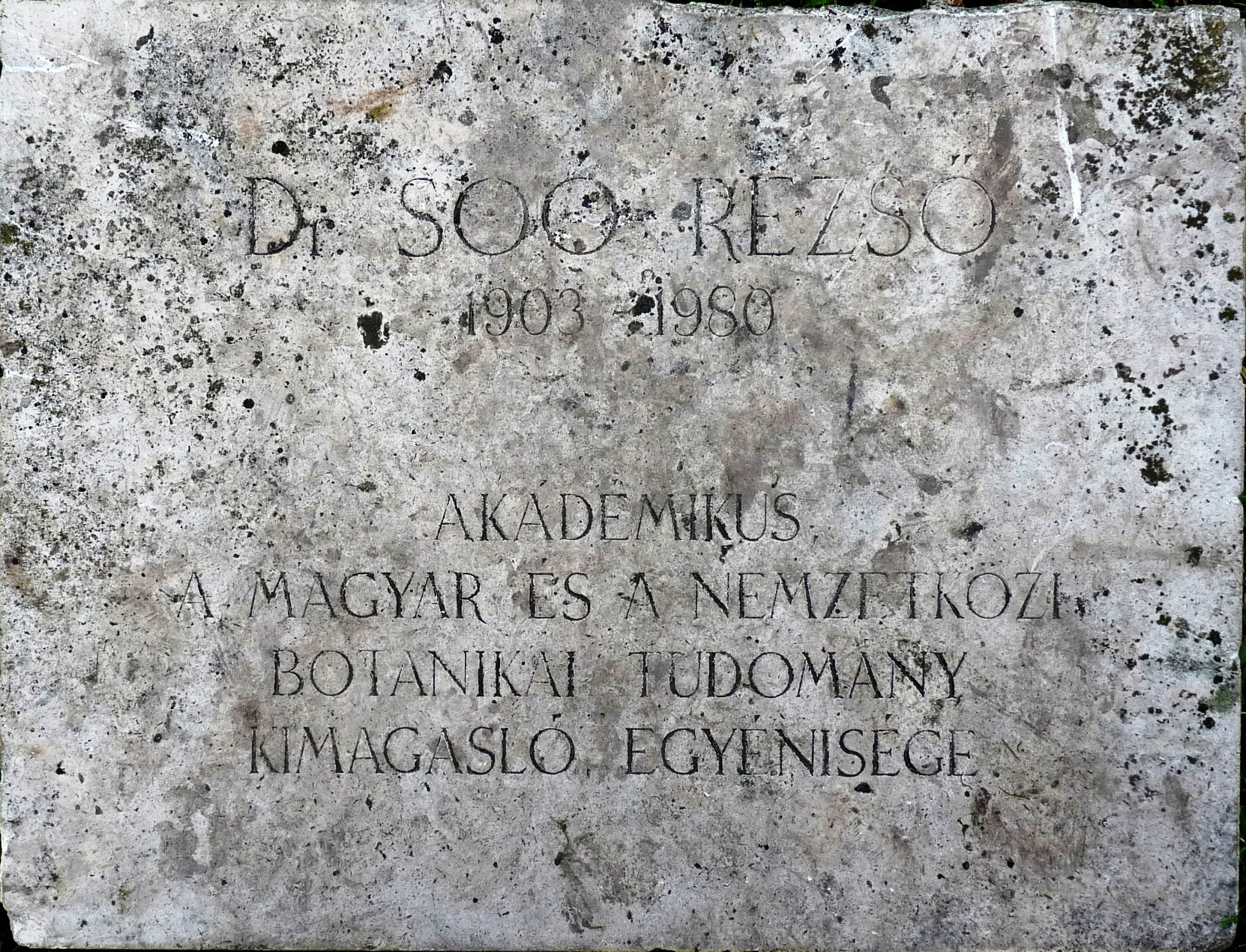
Tablica pamiątkowa na Wyspie Małgorzaty

Uczył się w Liceum Pijarskim w Koloszwarze, następnie jako członek Kolegium Józsefa Eötvösa został studentem Uniwersytetu Pétera Pázmánya. W 1925 r. zdał z doskonałym wynikiem nauczycielski egzamin zawodowy i uzyskał doktorat. Jego praca dała zupełnie nowe rozwiązanie problemu polimorfizmu sezonowego, wskazując na rolę zbiorowisk roślinnych w genezie gatunków. W latach 1925–1927 pracował, jako członek berlińskiego Collegium Hungaricum, w dzielnicy Berlina Dahlem, w jednym z ówcześnie najlepszych instytutów botaniki. Uczył się tam badania storczyków od największych autorytetów, a następnie wraz z Kellerem wydał monografię na temat systematyki europejskich storczykowatych (Berlin, 1930–1940), która od tej pory była zaliczana do podstawowych pozycji. W 1927 r. ukazała się fitogeograficzna monografia Koloszwaru, która stała się pierwszą tak monumentalną pracą dotyczącą obszaru Kotliny Panońskiej.
W latach 1927–1929 był adiunktem tihańskiego Instytutu Badań Biologicznych. Rozpoczął tam systematyczne badania zbiorowisk roślinnych Węgier i po raz pierwszy przeprowadził pomiary mikroklimatyczne. W końcu 1929 r. jako profesor nadzwyczajny otrzymał Katedrę Biologii Uniwersytetu w Debreczynie. Zorganizował tam Instytut Botaniczny wraz z ogrodem botanicznym. Razem z instytutem utworzył również słynną na całym świecie debreczyńską szkołę fitosocjologiczną, z której, spod jego ręki, wyszło wiele pokoleń utalentowanych geobotaników. Utworzył również pierwsze węgierskie czasopismo ekologiczne – „Acta Geobotanica Hungarica”. Jesienią 1940 r. został dziekanem katedry systematyki roślin uniwersytetu w Koloszwarze, a także dyrektorem ogrodu botanicznego oraz działu botanicznego Siedmiogrodzkiego Muzeum Narodowego. Miał tam wielu wybitnych współpracowników i uczniów, a wśród nich Istvána Csűrösa, Erazmusa Gyulę Nyárádyego i Antala Nyárádyego. W 1945 r. powrócił do Debreczyna i ponownie stanął na czele swego dawnego instytutu. W 1947 r. został członkiem korespondentem Węgierskiej Akademii Nauk, a od 1951 r. członkiem rzeczywistym. W 1951 i 1954 wyróżniono go nagrodą Kossutha.
Wynikiem jego działalności są między innymi takie prace, jak: Növényföldrajz (1945), napisana wspólnie z Sándorem Jávorką A magyar növényvilág kézikönyve (1951) i Fejlődéstörténeti növényrendszertan (1953). W 1955 r. powołano go na stanowisko dziekana katedry systematyki roślin i fitogeografii Uniwersytetu im. Loránda Eötvösa w Budapeszcie oraz dyrektora uniwersyteckiego ogrodu botanicznego. Tutaj utworzył i stąd kierował, wspólnie z Bálintem Zólyomim, badaniami fitosocjologicznymi i sporządzaniem map szaty roślinnej Węgier. W 1969 r. odszedł na emeryturę i ten okres poświęcił głównemu dziełu swego życia, sześciotomowej pracy Magyar flóra- és vegetáció rendszertani, növényföldrajzi kézikönyve (1964–1980).
Dzięki szerokiemu wykształceniu ogólnemu oraz pasji do sztuk pięknych był aktywny nie tylko na polu nauk przyrodniczych, ale i humanistycznych; poświęcał się również działalności społecznej i publicznej. Był przewodniczącym debreczyńskiego Towarzystwa Endrego Adyego, duchowym promotorem ruchu etnograficznego i nie tylko kolekcjonerem małej grafiki, znaczków pocztowych i ekslibrisów, o międzynarodowej sławie, ale również uznanym krytykiem sztuki.
Wśród ponad 660 publikacji, oprócz 30 książek na temat różnych działów botaniki, napisał szereg podręczników, pozycji z zakresu nazewnictwa, historii botaniki i bibliografii.

## System

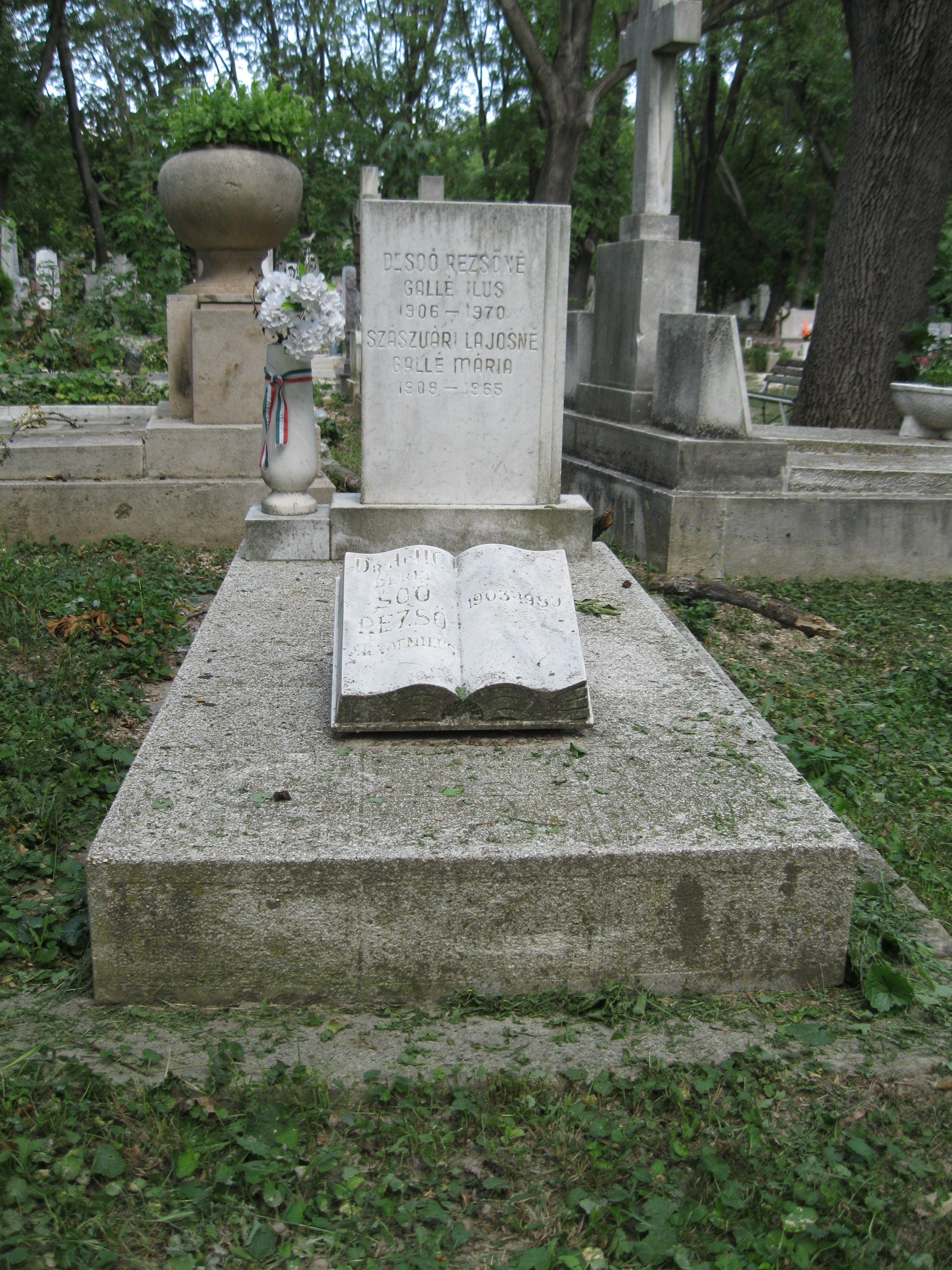
Grób Rezső Soó na cmentarzu Farkasréti w Budapeszcie

Rezső Soó był pierwszym węgierskim botanikiem, który stworzył własny system filogenetyczny. Systemu tego nauczano na wielu europejskich uniwersytetach. Powstały w 1947 r. system został w 1953 opublikowany w pracy Fejlődéstörténeti növényrendszertan i był używany (po wielokrotnych przeróbkach i uzupełnieniach) w szkolnictwie wyższym na Węgrzech do lat 80. XX wieku.

## Dzieła
- Geobotanische Monographie von Kolozsvár (Debreczyn, 1927)
- Monographie und lconographie der Orchideen Europas… (kunulauxtoro, Berlin, 1930–1940) (Nachdr. 1972)
- Floren und Vegetationskarte des historischen Ungarns (Debreczyn, 1933)
- A Mátra hegység és környékének flórája (Debreczyn, 1937)
- A Tiszántúl flórája (Debreczyn, 1938)
- A Székelyföld flórájának elomunkálatai (Kluż-Napoka, 1940)
- A Székelyföld flórája (Kluż-Napoka, 1943)
- Magyar Flóramuvek (I–III., VI–VII., Debreczyn i Kluż-Napoka, 1937–1949)
- Kolozsvár és környékének flórája (Kluż-Napoka, 1941–1944)
- Növényföldrajz (Bp., 1945, 1965)
- Az Erdélyi Mezoség flórája (Debreczyn, 1949)
- Közép-Erdély erdei növényszövetkezetei és azok jellemzo fajai (Sopron, 1948)
- A magyar növényvilág kézikönyve (I–II., Sándorral Jávorka, Bp., 1951)
- Fejlodéstörténeti növényrendszertan (Bp., 1953)
- Növényföldrajz. Egyetemi tankönyv Soó, Rezso (Tankönyvkiadó, Budapeszt, 1963)
- A magyar flóra és vegetáció rendszertani-növényföldrajzi kézikönyve (I–VI., Bp., 1964–1980)
- Magyar Flóra (Növényhatározó, II. köt. 4. kiad. Bp., 1968)
- Bibliographia synoecologica scientifica hungarica (Bp., 1900–1972, 1978).
- A magyar flóra és vegetáció rendszertani-növényföldrajzi kézikönyve Soó, Rezso (I–VII., Akadémiai Kiadó, Budapeszt, 1964–1985)